# Adriana Durán
Adriana María Durán Rodríguez (San José, 21 de enero de 1970) es una periodista, presentadora y reportera costarricense con más trayectoria nacional.

## Biografía
Durán nació en San José sin embargo, sus padres son originarios de Cartago, Adriana se crio y vivió en Cartago, donde estudió en unos de los colegios más prestigiosos del país costarricense Colegio de San Luis Gonzaga. El amor de Adriana por el deporte fue desde muy niña ya que en su barrio la mayoría de niños eran varones más sin embargo también el motivo de su pasión fue en el seno familiar ya que tiene 4 hermanos varones. El padre de Durán era muy aficionado al fútbol y a pesar de que tenía mayoría de hijos varones quien lo acompañaba a observar y a comentar los partidos era Adriana, desde ese momento creció el amor por el deporte para Adriana, al entrar a la Universidad decide estudiar periodismo deportivo carrera que le fue muy difícil de ejercer por el hecho de ser mujer, es un símbolo para la mujer costarricense debido a sus grandes logros en una sociedad que para entonces era machista.
Durán contrajo matrimonio en 1995 con Luis Estrada con quién procreó a Diego (1991), Fabián (1997) y Juan Carlos (2000). En 2001 se divorció y en 2007 contrajo matrimonio con el empresario italiano Stefano Calandrelli con quien tuvo a su cuarto y último hijo Marco, nacido en 2008. En 2015, se divorció de Calandrelli.

## Carrera profesional
Durán es una de las caras femeninas más conocidas de la televisión costarricense ya que cuenta con 23 años de carrera profesional.Su dura historia empieza cuando decide estudiar periodismo deportivo en la universidad para la época en la que Adriana estudiaba el ámbito deportivo era solo ejercido para hombres para entonces ninguna mujer había tomado una entrevista deportiva en los encuentros deportivos costarricenses, su inició en el mundo periodístico fue a finales del año 1991 en la desaparecida cadena televisiva Univisión Canal 2 con tan solo 21 años logró entrevistar a un director técnico de un equipo futbolístico costarricense, fue duramente criticada por ejercer periodismo deportivo siendo mujer pero su buena proyección periodística y seriedad logró mantenerse en el medio y en este canal se quedó hasta su cierre. En marzo de 1999 Adriana Durán fue llamada por Pilar Cisneros y Ignacio Santos para laborar en un proyecto de una de las televisoras con más prestigio en Costa Rica llamado Buen día ahí fue donde Durán se desempeñó como conductora este programa es una revista matutina por lo cual Durán se alejó del ámbito deportivo, para el año 2014 es conductora del programa Revista Mundialista un programa futbolístico con motivo del Mundial 2014 que se llevó a cabo en Brasil fue ahí donde Durán volvió al periodismo deportivo. Fue invitada a ir a unos de los partidos de la Selección de Costa Rica cabe destacar que Durán nunca había podido asistir a un mundial. Actualmente sigue en la conducción de Buen día y en varias notas futbolísticas para Teletica es una de las mujeres con más trayectoria en la televisión costarricense así como una de las mujeres ejemplo para la población por su lucha contra el machismo.